# Univerzalna knjižnica
Univerzalna knjižnica je knjižnica koja sadrži sve postojeće, te korisne informacije ili znanje. Ova je ideja, iako neostvarena, utjecala, te i dalje utječe na knjižničare i dr.
Kevin Kelly, suosnivač magazina Wired, je u članku New York Time magazina napisao "San je onaj stari: imati na jednom mjestu svo prošlo i sadašnje znanje. Sve knjige, svi dokumeni, sva konceptualna djela na svim jezicima."

## Povijest
Aleksandrijska knjižnica (300. p.K.) se smatra prvom knjižnicom koja je bila na putu da postane univerzalna, iako su i ranije postojale velike popularne knjižnice poput Asurbanipalove u Ninivi. Knjižnica je posjedovala oko pola milijuna svitaka, pretpostavlja se da je to 30 do 70 % svih knjiga koje su postojale u to vrijeme.
Izraz 'univerzalna knjižnica' prvi put se spominje u dijelu Conrada Gessnera "Bibliotheca universalis"  iz 1545. godine.

## Univerzalna knjižnica u znanstvenoj fantastici
U znanstvenoj fantastici pojam univerzalne knjižnice se upotrebljava, ne samo u smislu da knjižnica sadrži sva postojeća pisana dijela, nego i sva moguća napisana dijela. Ova ideja se pojavila u djelu Kurda Laßwitza iz 1901. "The Universal Library" i u Borgesovom eseju "The Total Library", a kasnije i u nešto poznatijem obliku u Borgesovom djelu "The Library of Babel"

## Projekti
Danas postoji veliki broj projekata koji se razlikuju u mnogim aspektina, ali svi imaju isti cilj -  spremiti djelić postojećeg znanja na jedno mjesto. Neki od tih projekata su Projekt Gutenberg i univerzalna knjižnica Carnegie-Mellon, Europska knjižnica i projekt Wikimedija. 

### 1. Projekt Gutenberg
Projekt Gutenberg je nastao 1971. godine iz ideje Michaela Harta, s ciljem da sve knjige koje su u javnom vlasništvu prebaci u elektronički oblik, da ih se na taj način sačuva (jer papir trune) te da budu dustupne preko Interneta svakome koga zanimaju, bez ikakvog plaćanja. Od tog trenutka su prošla više od tri desetljeća, priroda računala i globalnih komunikacija se uvelike izmijenila, ali sam projekt se još uvijek drži istih načela. Dapače, njemu su se pridružile stotine ljudi koji dijele istu viziju. Prvo i najvažnije pravilo projekta Gutenberg je da on ne objavljuje tekstove koji su još uvijek pod zaštitom autorskih prava. Dakle, na njihovoj stranici nećete naći najnovije bestselere, kao ni nove knjige o računalima. Ono što ćete tamo naći su knjige sve do kraja tridesetih godina dvadesetog stoljeća, dakle autore poput Shakespearea, Poea, Dantea, kao i tisuće drugih. Sve knjige su probrane od strane dobrovoljaca. Oni odabiru koja knjiga bi se trebala nalaziti u arhivi, nabavljaju je i pretvaraju u elektronički tekst. Do rujna 2006.-te godine projekt Gutenberg je u elektronički oblik prebacio 19.000 naslova. 

### 2. Univerzalna knjižnica Carnegie-Mellon
Cilj univerzalne knjižnice Carnegie-Mellon je stvaranje univerzalne knjižnice] koja će poticati kreativnost i besplatni pristup cjelokupnom ljudskom znanju. Kao prvi korak, predloženo je stvaranje univerzalne knjižnice koja će imati besplatan pristup informacijama, pretraživu zbirku od milijun knjiga, prvenstveno na engleskom jeziku, dostupnu svima preko interneta. Očekivanje je da će, u roku od 10 godina, zbirka narasti na 10 miljuna knjiga. Rezultat toga bit će jedinstveni resurs dostupan svakome, bez obzira na nacionalnosi i i ekonomski status. 

### 3. Europska knjižnica
Europska knjižnica je Web servis koji nudi pristup sadržajima 47 nacionalnih knjižnica Europe. Sadržaji, kako oni u digitalnom obliku, tako i oni u ne digitalnom obliku, uključuju knjige, magazine, časopise, audio snimke i ostale materijale. Web portal Europske knjižnice nudi uslugu besplatnog pretraživanja i dostavlja zapise meta podataka, kao i digitalne objekte: neke besplatno, neke uz plaćanje. 
Europska knjižnica zapravo je nadogradnja na infrastukturu TEL-a (The European Library) Web servisa koji su uspostavili članovi CENL-a (Conference of European National Librarians) i 9 nacionalnih knjižnica (Finska, Njemačka, Italija – Firenca i Rim, Nizozemska, Portugal, Slovenija, Švicarskagg i Velika Britanija). Projekt TEL započet je 2001. u okviru Petog okvirnog programa Europske komisije i trajao je sve do 2004. godine. 
Sama stranica koja se nalazi na adresi [www.theeuropeanlibrary.org] otvorena je 17. ožujka 2005., a u manje od godinu dana imala je više od 500.000 posjetitelja. Trenutačno se putem nje mogu pretražiti kolekcije 23 nacionalne knjižnice, a još 21 dostupna je putem linkova. U srpnju 2005. pridružile su se još i knjižnice Austrije, Srbije i Hrvatske. 
Projekt EDL (European Digital Library) je započet u rujnu 2006., a zamišljen je kako bi bibliografske kataloge i digitalne kolekcije preostalih 9 EU i EFTA nacionalnih knjižnica integrirao u Europsku knjižnicu. Zemlje uključene u taj projekt su ili članice Europske unije ili Europske udruge slobodne trgovine. Projekt se fokusira i na razvijanje višejezičnosti na samoj stranici, poduzima prvi korak prema Europskom registru meta podataka i bilježi napore pri digitalizaciji knjižnične građe. Krajnji cilj ovog projekta je da do kraja 2007. godine sve zemlje Europske unije budu članice Europske knjižnice.

### 4. Projekt Wikimedija
Wikimedija je ime projekta čiji je wikipedija dio i istoimene zaklade koja financira wikimedija poslužitelje.
Wikimedija projekti su:
- wikipedija - slobodna enciklopedija
- Zajednički poslužitelj - multimedijalno skladište, tu se pohranjuju slike, video i audio zapisi za potrebe wikimedija projekata
- WikIzvor - dokumenti u javnom vlasništvu, može se reći da je wikizvor konkurencija Projektu Gutenberg, ne zato što bi Gutenbergu trebala konkurencija, nego zato što se materijale u javnom vlasništvu koji su dostupni putem wikizvora može čitati online jednako lako kao i članke na wikipediji
- Wikiknjige - udžbenici u javnom vlasništvu
- WikiCitat- zbirka citata
- Wikivrste- popis vrsta
- Wijesti - izvor vijesti
- Wječnik - hrvatski rječnik
- Meta-Wiki - koordinacija Wikimedija projekta

## Zaključak
U cijelom svijetu pokrenut velik broji projekata koji pokušavaju stvoriti univerzalnu knjižnicu. Koji pokušavaju ostvariti san o jednom mijestu na kojem će biti prikupnjene sve informacije i svo znanje. Postoje još neke prepreke koje traba premostiti da bi se barem malo približili stvaranju univerzalne knjižnice. Zaštita autorskih prava predstavlja veliki problem na tom putu. Izdavačka industrija i grupe pisaca kritiziraju projekte zbog povrede autorskih prava. Da li ćemo u budućnosti miksati sadržaje knjiga kao što danas miksamo glazbu!?

## Poveznice
- Europska knjižnica

## Vanjske poveznice
- Univerzalna knjižniva  Arhivirana inačica izvorne stranice od 10. lipnja 2007. (Wayback Machine)
- Projekt Gutenberg  Arhivirana inačica izvorne stranice od 27. rujna 2007. (Wayback Machine)
- Projeka Wikimedija